# Spint (mijt)
Spint is een infectie van mijten op planten. Spint tast de bladeren aan en treedt vooral op onder warme, droge omstandigheden.

## Bonenspintmijt
Een veelvoorkomende soort is de bonenspintmijt (Tetranychus urticae) of rode spintmijt, die niet alleen sperziebonen aantast, maar ook paprika, komkommer, aardbei, appel, passiebloem, peer en pruim. Op het blad verschijnen op de bovenkant stipvormige vlekjes. Op de onderkant zitten de zeer kleine spinachtige beestjes, die in het floëem van de bladeren zuigen. Bij een ernstige aantasting vallen de bladeren af en worden de spinseldraden duidelijk zichtbaar.
De volwassen mijten zijn 0,5 mm groot. In de zomer zijn ze lichtgeel tot donkergroen of soms rood met op de zijkanten twee donkere vlekjes. De oranjerode, bevruchte, overwinterende vrouwtjes zitten op afgevallen blad, in schorsspleten en in de grond. Een vrouwtje legt ongeveer 80 eitjes. In een seizoen treden 6 tot 8 generaties op. Uit een eitje komt een larve, die zich via vervellingen ontwikkelt tot een volwassen spintmijt. Bij 20 °C duurt de totale cyclus van ei tot volwassen spintmijt ongeveer 17 dagen en bij 30 °C 7 dagen. Bij 12 °C staat de ontwikkeling stil.
Invloed op het moment van het ingaan van de overwintering hebben:
- vanaf eind augustus de kortere dagen,
- een dalende temperatuur
- afname en achteruitgang van de kwaliteit van het voedsel.

Tussen de plantenrassen bestaan er verschillen in gevoeligheid. Bij aardbei bijvoorbeeld is Karina veel gevoeliger dan Lambada.
Spint kan chemisch bestreden worden door gebruik van bestrijdingsmiddelen of biologisch met behulp van roofmijten. De bekendste roofmijten zijn Amblyseius californicus en Phytoseiulus persimilis. Andere natuurlijke vijanden zijn soorten roofwantsen van de geslachten Orius en Anthocoris, de galmug Feltiella acarisuga en het kevertje Stethorus punctillum.

## Afbeeldingen

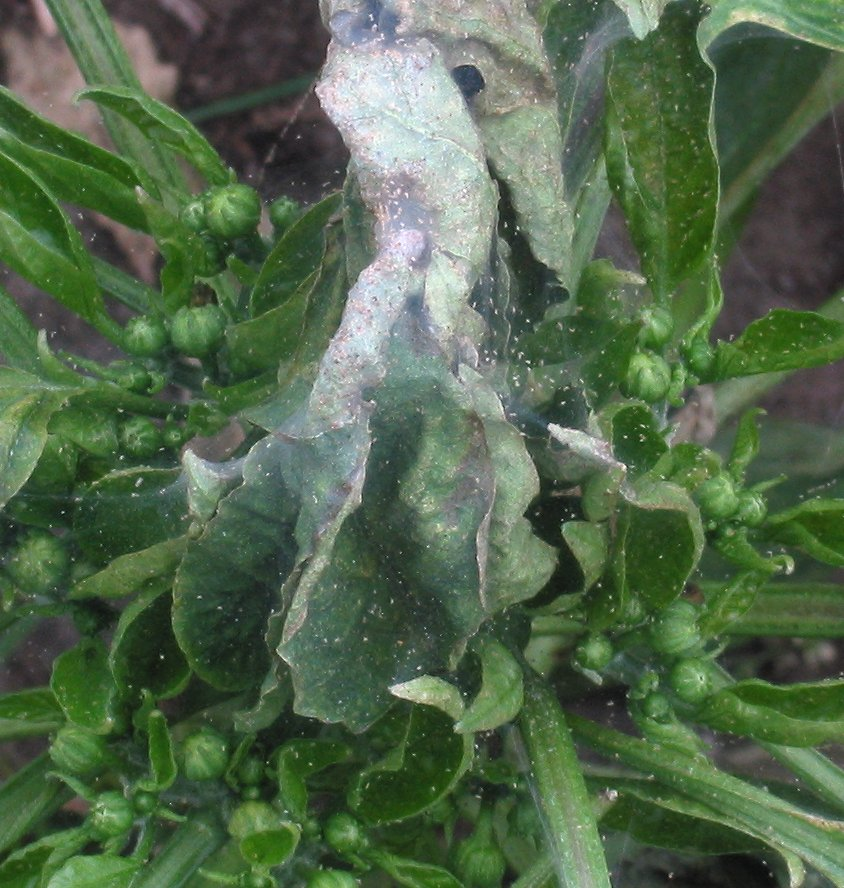
Aantasting door bonenspintmijt op paprika
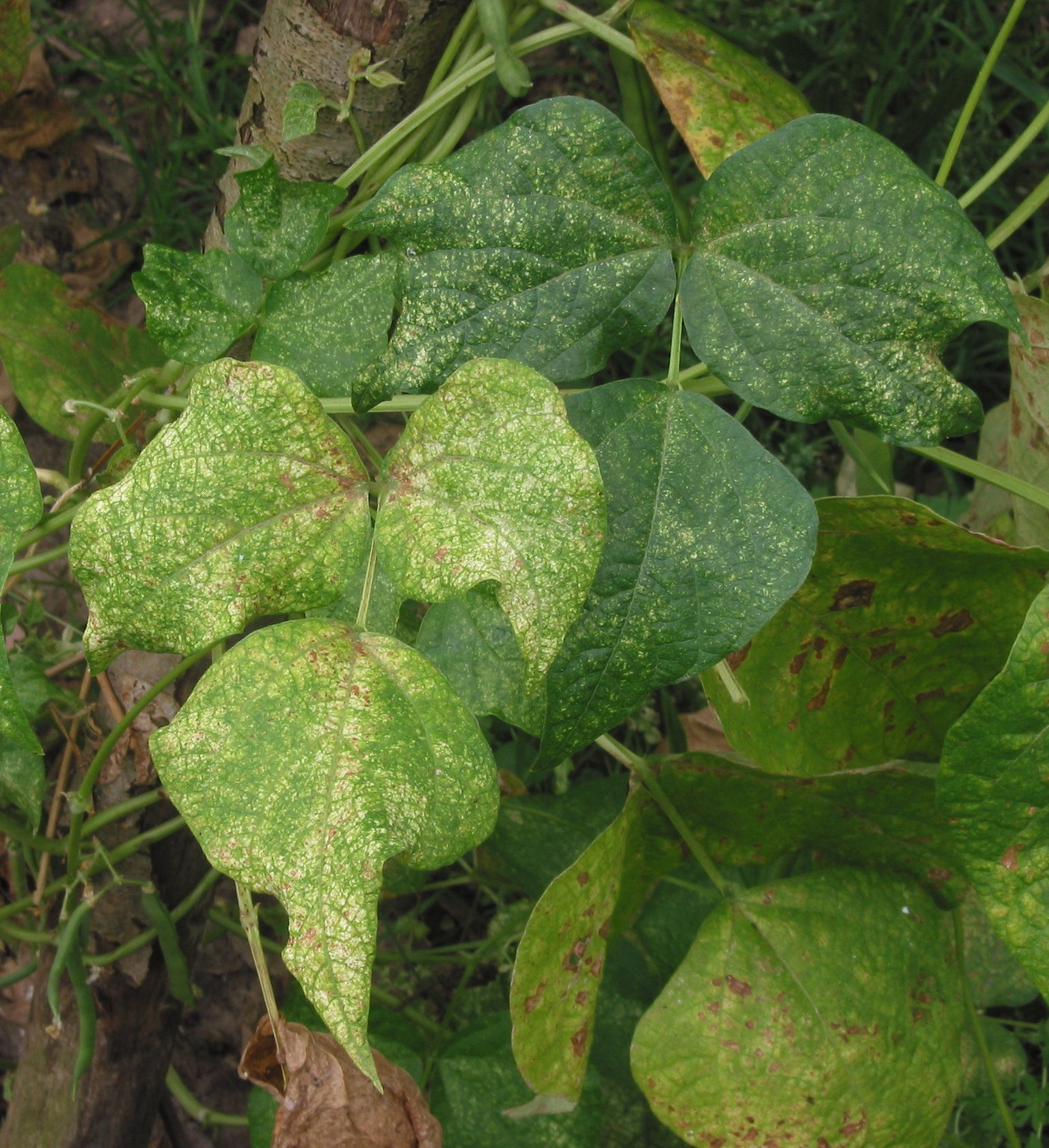
Aantasting door bonenspintmijt op gewone boon
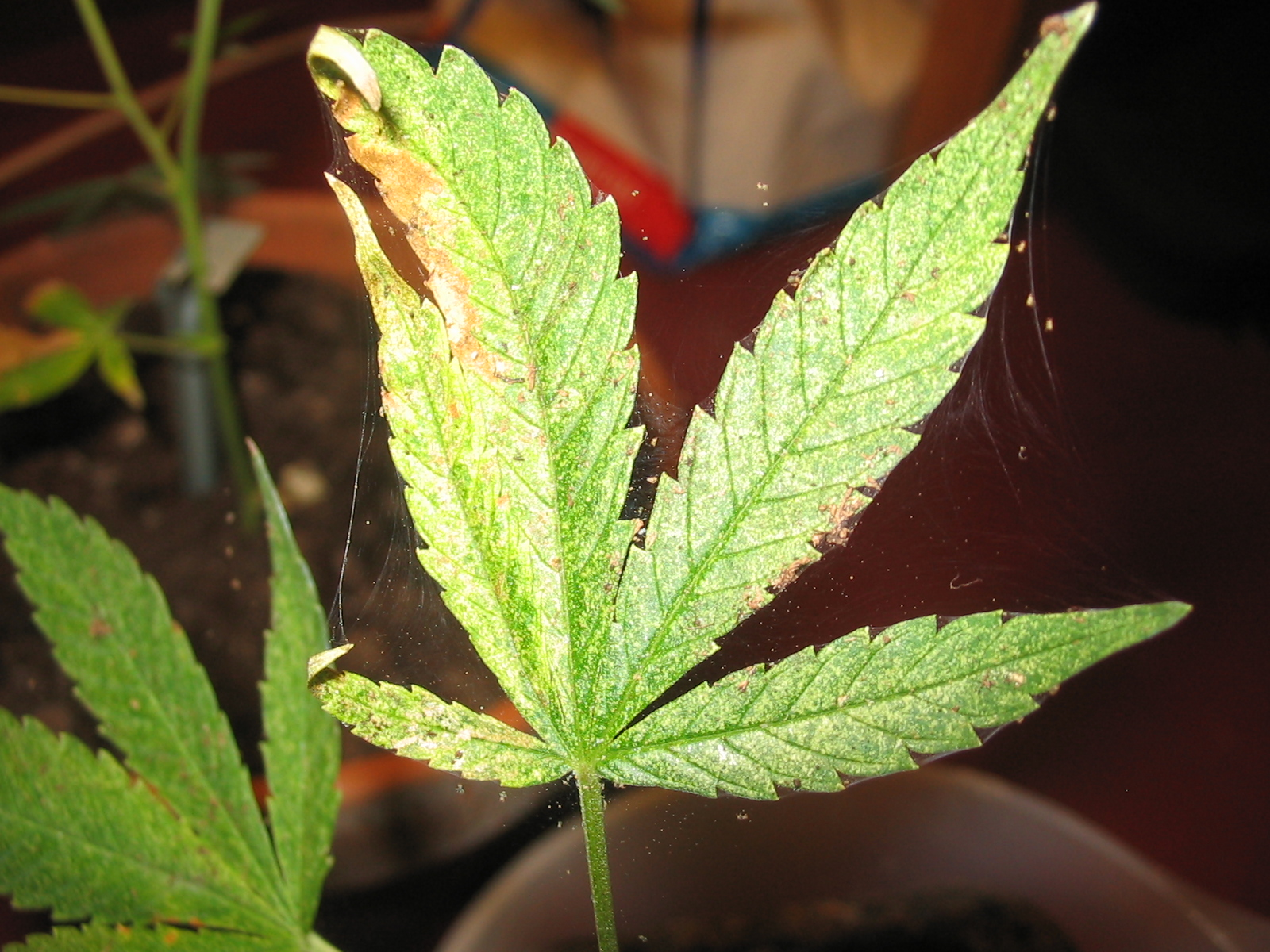
Aantasting door spintmijt op hennep
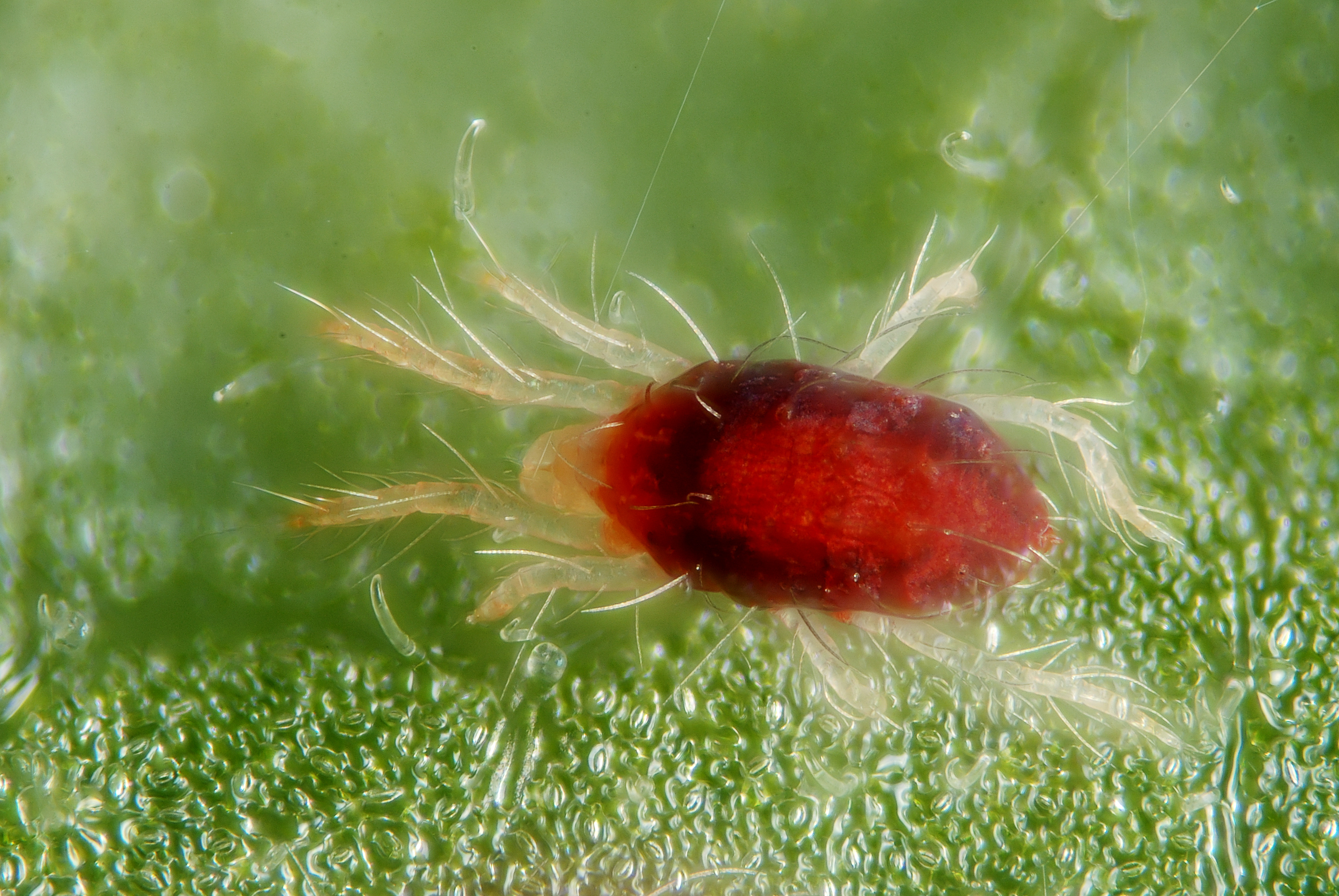
Bonenspintmijt